# Lahaie, l'Amour et Vous
Lahaie, l'Amour et Vous était une émission radiophonique animée par Brigitte Lahaie, diffusée sur RMC entre 2001 et 2016. Les thèmes abordés étaient la sexualité et les relations amoureuses. Brigitte Lahaie s'appuyait sur les témoignages de ses auditeurs et des spécialistes intervenant sur le plateau de la radio.
Lors de la première heure de l'émission, Brigitte Lahaie discutait avec les auditeurs venus lui demander conseil à propos de problèmes conjugaux, amoureux ou sexuels. Les discussions étaient interrompus par des rubriques récurrentes comme les Love Conseil. Lors de la deuxième heure, un ou une invitée (sexologue, médecin, célébrité) accompagnait Brigitte Lahaie en studio et les discussions étaient centrées sur un thème différent chaque jour, le libertinage ayant été probablement le thème étant revenu le plus souvent à la demande des auditeurs.
L'émission est remarquée à ses débuts car certains trouvent incongru de parler aussi crûment de sexe à la radio en plein après-midi, qui plus est de la part d'une ancienne actrice pornographique, mais l'émission finit par s'installer et les critiques disparaissent.
En juillet 2016, Brigitte Lahaie annonce l'arrêt de l'émission, ne cachant pas qu'elle a été "remerciée" par la direction de RMC. Elle reprend une émission similaire et aux mêmes horaires en septembre de la même année sur Sud Radio.